# Anthony Taylor
Anthony Paul Taylor (Los Ángeles, California, 30 de noviembre de 1965) es un exjugador de baloncesto estadounidense que jugó una temporada en la NBA y otra más en la liga italiana. Con 1,88 metros de altura, jugaba en la posición de escolta.

## Trayectoria deportiva

### Universidad
Jugó durante cuatro temporadas con los Ducks de la Universidad de Oregón, en las que promedió 16,9 puntos, 2,6 asistencias y 4,8 rebotes por partido. Acabó su carrera como el segundo máximo anotador de la historia de los Ducks con 1.939 puntos. Lideró a su equipo en sus tres últimas temporadas en anotación, uno de los cuatro únicos jugadores de la historia en lograrlo, junto con Ron Lee, Stan Love  y Blair Rasmussen. En sus dos últimas temporadas fue incluido en el mejor quinteto de la Pacific-10 Conference.

### Profesional
Fue elegido en la cuadragésimo cuarta posición del Draft de la NBA de 1988 por Atlanta Hawks, pero fue despedido antes del comienzo de la competición, siendo fichado como agente libre al día siguiente por Miami Heat en el año de su debut en la liga. Allí jugó únicamente 21 partidos antes de ser despedido, promediando 6,9 puntos y 1,6 rebotes por partido.
Semanas después fichó por el Ipifim Torino de la liga italiana, donde acabó la temporada promediando 17,3 puntos y 3,4 rebotes por partido.

## Estadísticas de su carrera en la NBA

### Temporada regular
| Temporada | Edad | Equipo     | Liga | P  | TIT | MIN  | TC  | TCA | %TC  | 3P  | 3PA | %3P  | TL  | TLA | %TL  | R.OF. | R.DEF. | REB | ASIS | ROB | TAP | PER | FP  | PTS |
| 1988-89   | 23   | Miami Heat | NBA  | 21 | 7   | 17.5 | 2.9 | 7.2 | .397 | 0.0 | 0.1 | .000 | 1.1 | 1.5 | .750 | 0.5   | 1.1    | 1.6 | 2.0  | 1.0 | 0.2 | 1.0 | 1.8 | 6.9 |
| Total     |      |            | NBA  | 21 | 7   | 17.5 | 2.9 | 7.2 | .397 | 0.0 | 0.1 | .000 | 1.1 | 1.5 | .750 | 0.5   | 1.1    | 1.6 | 2.0  | 1.0 | 0.2 | 1.0 | 1.8 | 6.9 |